# エクストラック
エクストラック (Xtrac) は、英国の陸上輸送機用トランスミッションの専門製造者である。事業展開はモータースポーツと高性能乗用車にほぼ特化している。
日本語表記では「エックストラック」とする場合もある。

## 概要
モータースポーツ (自動車、モーターサイクル) 用車両と高性能乗用車のトランスファーやギアボックスなどトランスミッションシステムを専門に開発、製造する営利法人である。製造にあたっては鋳造や切り出しなどの加工をすべて社内で行っており、"Xtrem"、"Xtec"と呼ばれる独自の仕上げ技術も保有している。本部は創業地の英国に所在し、米国に現地法人を設置している。
自動車スポーツではラリーからシングルシーターまで分野や車両属性に関わらず幅広く手がけており、過去いくつかのフォーミュラ1チームへも供給していた。各ジャンルの特性に則した既製品を揃えており、インディカー・シリーズ、英国ツーリングカー選手権、ル・マン・シリーズ  (LMP3クラス)、IMSAプロトタイプ・チャレンジ、TC2000アルゼンチン選手権にはワンメイクで供給している。また特注対応やエンジンまたはシャシ製造者との共同開発も行っている。
高性能乗用車ではメルセデスAMG、マクラーレン、パガーニに採用されているほか、ハイブリッド用や小型電気自動車用のトランスミッションも手掛けている。

## 沿革

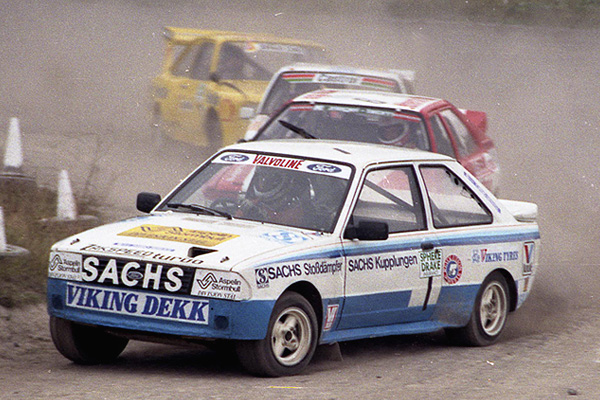
エクストラックで駆動系を構成したラリークロス仕様のフォード・エスコート

1984年、ヒューランド・エンジニアリングの技術者であったマイク・エンディーン (Mike Endean) が、ラリークロス用フォード・エスコートの4WDトランスファーとギアボックスを製造するため、ウォーキンガムのフィンチャンプステッドで創業した。その時の社屋は中華料理店裏の貸倉庫であった。以後ラリーを足掛かりにモータースポーツ界での信用を獲得した。
1986年、フォーミュラワンチームのウィリアムズやハースで就業した経歴を持つピーター・ディグビー (Peter Digby) が経営に加わり、F1界での人脈が拡がる。
1997年、創業者のエンディーンはディグビーへ会社を売却して引退した。
2000年、サッチャムに開設した新工場へ本社を移転する。インディカー・シリーズへワンメイクで供給を開始する。
2003年、インディアナポリスに米国法人を設立する。
2011年、高性能乗用車のパガーニ・ウアイラに採用される。
2015年、エイドリアン・ムーア (Adrian Moore) が業務執行役員に就任し、ディグビーは会長となる。ル・マン・シリーズ (LMP3クラス) へワンメイクで供給を開始する。
2018年、元英国フォード会長でジャガー・ランドローバー最高経営責任者のジョー・グリーンウィルCBE (Joe Greenwell CBE) が会長に就任した。

## 独占供給先
- インディカー・シリーズ: P1011ギアボックス (インディカー専用)[12]
- ヨーロピアン・ル・マン・シリーズ: P1152縦置きトランスアクスル[12]
- アジアン・ル・マン・シリーズ: P1152縦置きトランスアクスル[12]
- IMSAプロトタイプ・チャレンジ: P1152縦置きトランスアクスル[12]
- 英国ツーリングカー選手権: P1046前輪駆動ギアボックス、P1080直列シーケンシャル・ギアボックス[12]
- TC2000アルゼンチン選手権: P426ギアボックス[12]